# Ratusz w Staszowie
Ratusz w Staszowie – staszowski ratusz, zwany kramnicami, został wybudowany w 1738 r. przez księcia Augusta Aleksandra Czartoryskiego, ówczesnego właściciela miasta. Do II wojny światowej budynek spełniał tylko funkcje usługowo-handlowe. Obecnie mieści się w nim biblioteka miejska i restauracja.
Ratusz znajduje się pośrodku rynku, w centrum starego miasta o układzie szachownicowym. Wybudowany został w stylu klasycystycznym. Jest murowany, parterowy i przykryty wysokim czterospadowym dachem. Budynek jest symetryczny, postawiony na planie prostokąta i usytuowany na osi północ-południe. Część środkową wschodniej i zachodniej elewacji zdobią arkadowe podcienia.
W 1861 r. dodano przybudówkę i obniżono wieżę ratusza znajdującą się pośrodku dachu. W latach 80. XX w. przeprowadzono remont budynku, którego połowę przeznaczono na punkt gastronomiczny. Od tamtej pory działa w nim restauracja "Pod zegarem". W 1986 r. na wieży ratusza zamontowany został nowy zegar. W drugiej połowie budynku zlokalizowano bibliotekę publiczną, która działała tam do 2019 r. Hol biblioteki, biegnący środkiem ratusza, wykorzystywany jest jako galeria sztuki Staszowskiego Domu Kultury.

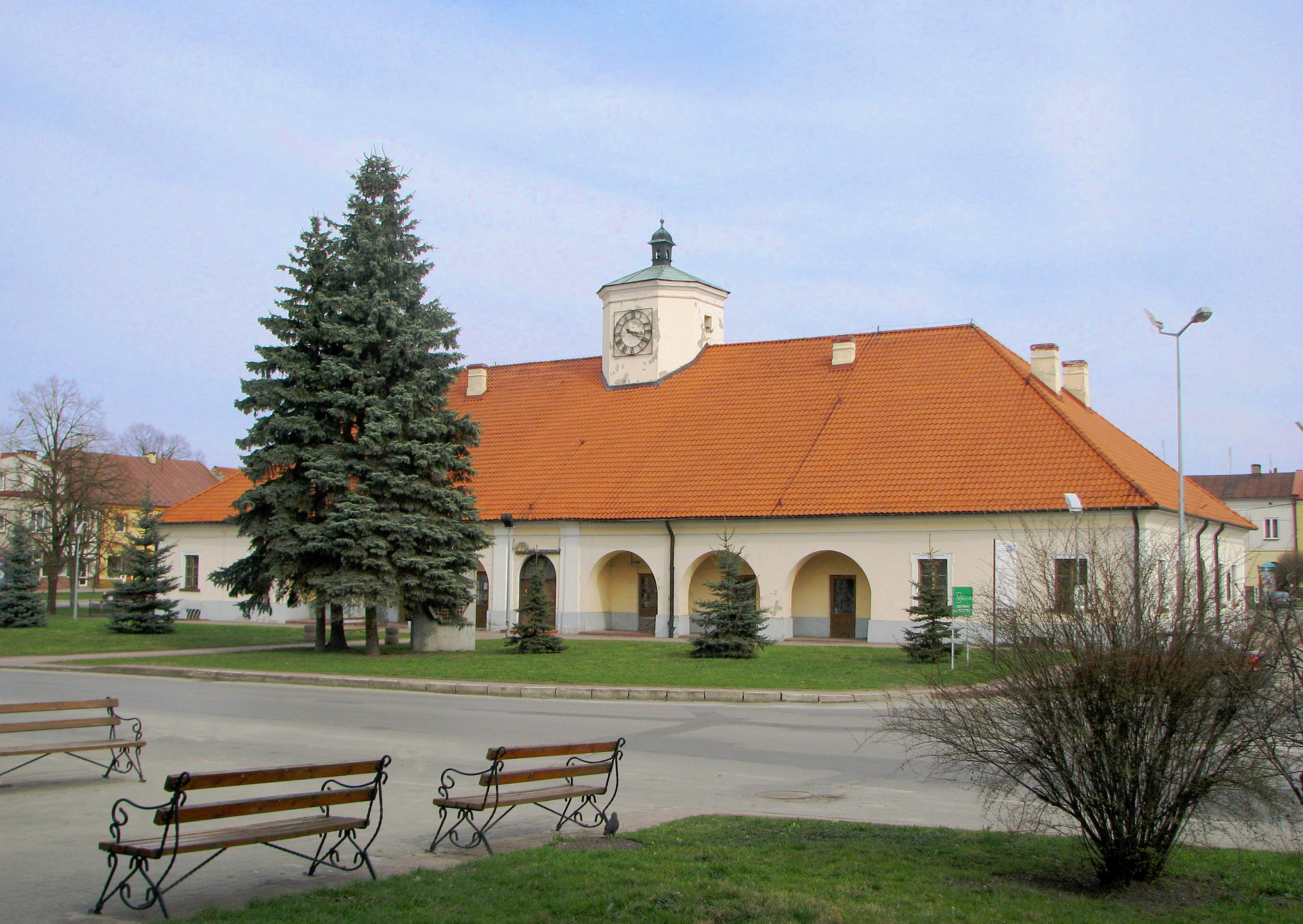
Ratusz w Staszowie, elewacja zachodnia
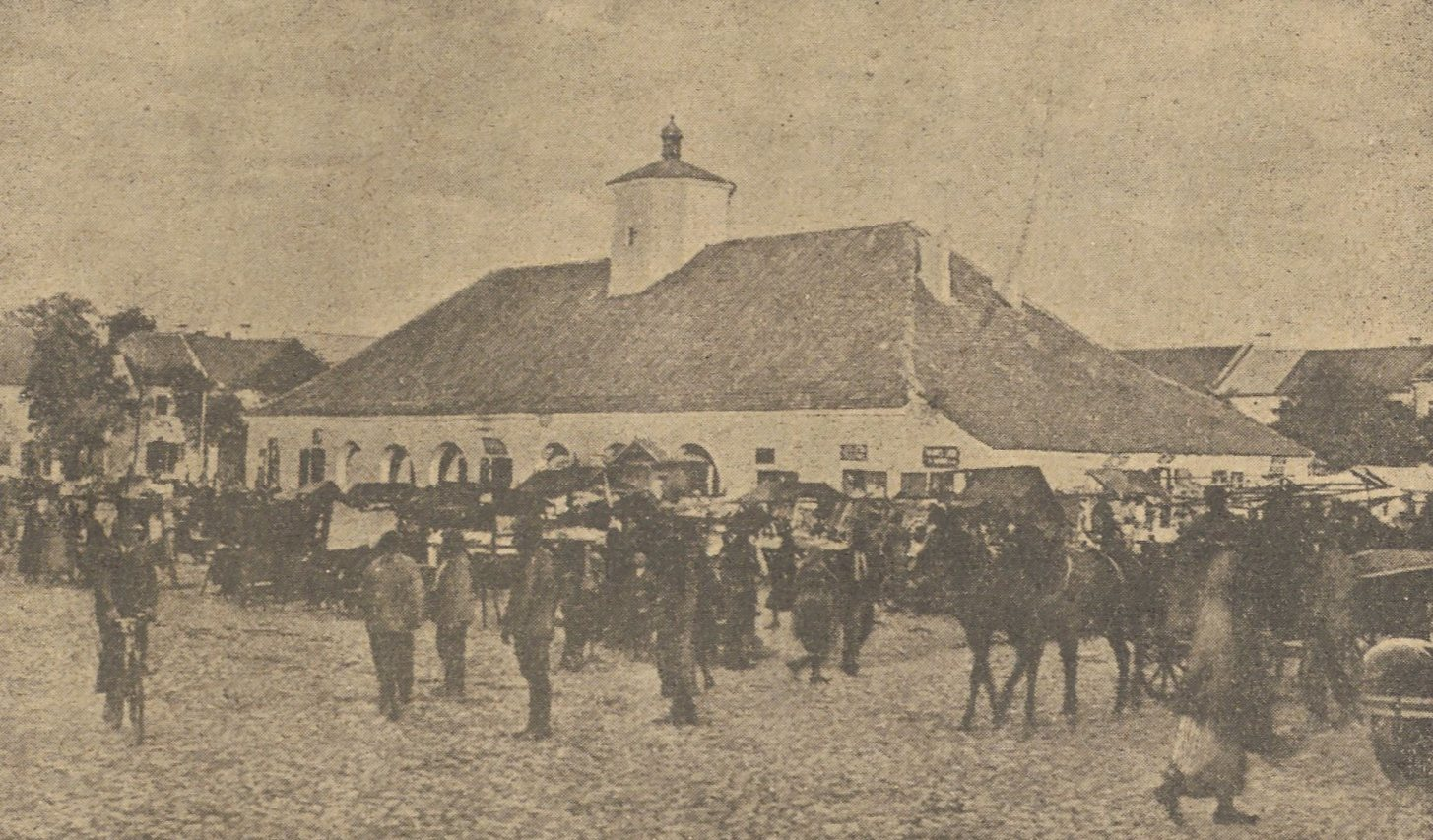
Ratusz w 1937